# Debanttal
Das Debanttal ist ein nördliches Nebental des Drautals in Osttirol. Es erstreckt sich über eine Länge von 16 Kilometer in der südlichen Schobergruppe und wird vom Debantbach durchflossen.

## Geographie

### Lage
Das Debanttal erstreckt sich in der südlichen Schobergruppe von Nordwesten nach Südosten. Der Talschluss des Debantals wird vom Bergkamm des Hochschobers über den Glödis bis zur Südlichen- und Nördlichen Talleitenspitze begrenzt. Die östliche Grenze bildet der von der Talleitenspitze über den Perschitzkopf bis zum Strasskopf verlaufenden Kamm. Im Westen begrenzt der Bergzug vom Hochschober über die Schleinitz und das Schoberköpfl das Debanttal.
Das Hintere Debanttal sowie nahezu der gesamte rechtsseitige Bereich des Debanttals gehören zur Gemeinde Nußdorf-Debant. Geringe Teile des rechtsseitigen Bereichs wie Teile der Neualplseen entfallen hingegen auf die Bezirkshauptstadt Lienz. Der linksseitige Bereich des Debantbaches gehört zur Gemeinde Dölsach, jedoch reicht das Gemeindegebiet nur im Bereich des Krobitzkopfs in die Kammregion hinauf. Der Großteil der Kammregion im linksseitigen Bereich des Debanttals wird von der Gemeinde Iselsberg-Stronach eingenommen. Das Tal selbst ist durch eine Straße erschlossen, die von Nußdorf-Debant und Dölsach direkt erreichbar ist. Von den Zubringerstraßen führt der Fahrweg vom Gasthof „Zur Säge“ bis zum Parkplatz Seichenbrunn. Ab hier ist die Straße nicht mehr frei befahrbar, führt jedoch weiter bis zur Lienzer Hütte.

### Geologie

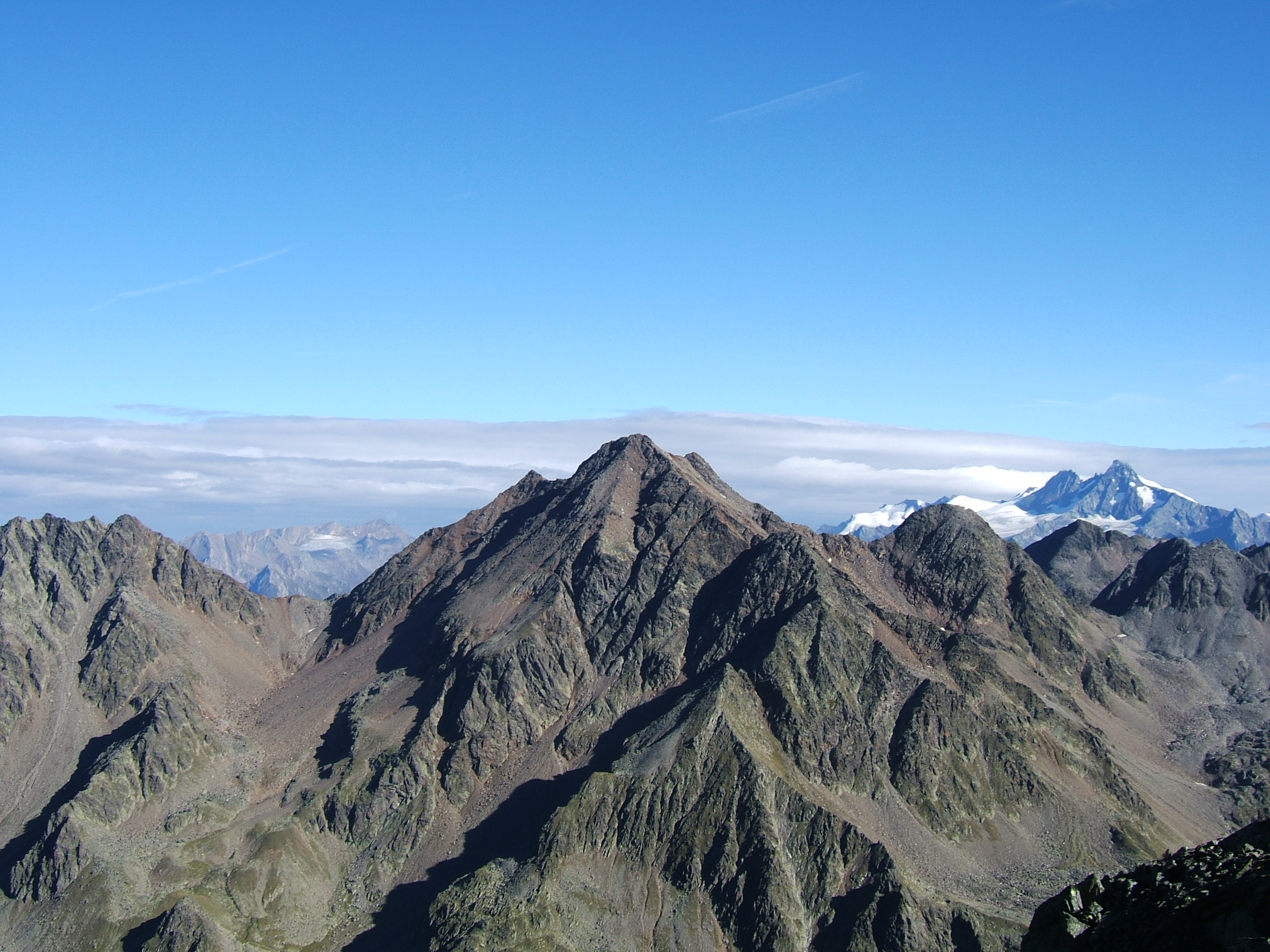
Der Hochschober bildet Teile des Debanttaler Talsschlusses

Das Debanttal liegt zur Gänze im Bereich der Schobergruppe, die zur Gänze aus ostalpinem Altkristallin besteht und einen Teil des mittelostalpinen altkristallinen Südrahmen des Tauernfensters bildet. Der Altkristallin der Schobergruppe ist auf Gesteinsschichten der Matreier Zone beziehungsweise des Tauernfensters aufgeschoben. Das hintere Debanttal ist in zwei tektonische Einheiten untergliedert. Südlich der Linie Kleiner Barren – Mirnitzbach – Weißwandspitzen besteht die Decke des flach nach Süden einfallenden Hangendkomplexes aus eklogitamphibolitführenden Paragneisen. Während des Karbons wurden diese Gneise auf einen Liegendkomplex aufgeschoben, der Vorkommen von Glimmerschiefer, Graphitschiefer und Hornblendegarbenschiefer aufweist. Die Kammregion der Schobergruppe zwischen Hochschober, Glödis und Weißwandspitze besteht aus grobblockig verwitternden Biotit-Plagioklas-Glimmerschiefern.

Panoramaaufnahme vom hinteren Debanttal nach der Trelebitsch Alm, dem Lienzer Höhenweg folgend, der Glödis zentral in der Bildmitte

### Morphologie und Glaziologie
Das Trogtal des Debantbaches wurde maßgeblich von Gletschern geformt, die den Talschluss 1.000 Meter tief einsenkten und zu einer trogförmigen Wanne aushobelten. Die Trogschultern des Debanttals liegen in der Regel über 2.200 Metern, die Trogwände fallen steil ab. Gletschern prägten zudem das Moränengebiet um die Lienzer Hütte und die Hofalm und ließen in diesen Bereichen Felsbuckel (Rundhöcker) und Gletscherschrammen zurück. Gletscherreste bestehen heute nur noch in zwei Bereichen, sie sind jedoch unbewegte Reste der ehemals bestehenden, großen Eisflächen. Die größere Eisfläche, das Viehkofelkees, befindet sich unterhalb des Ralfkopfes. Ein weiterer Gletscherrest existiert östlich des Hochschobers. Neben den Eisflächen bestehen im Debanttal auch kleine aktive, inaktive und fossile Blockgletscher. Die größten aktiven Blockgletscher des Debanttals liegen im Bereich des Gössnitz-, Weißen- und Perschitzkars.
Im hinteren Debanttal bestehen darüber hinaus große Schutthalden, die ihre Entstehung Verwitterungs- und Abtragungsvorgängen verdanken. Insbesondere Frostverwitterung ließ scharfkantigen Schutt entstehen, der sich am Fuß von Felswänden sammelt. Die Schuttbildung wurde durch den Rückzug der Gletscher begünstigt. Beispielhaft für diese Entwicklung ist das Gaimberger Feld.

### Flora
Im Bereich der Quelle des Debantbachs auf einer Höhe von 2.300 m unterhalb des Debantgrats befindet sich eine Quellflur, die sich durch charakteristische Moose und Pflanzen wie den Stern-Steinbrech auszeichnet. Neben den umfassenden Almflächen findet sich als bachbegleitende Vegetation zudem ein Grauerlenwald, der um die Einmündung des Nußdorfer Bachs in rund 1.500 m Höhe sowie ab der Talsperre in 1.400 m abwärts wächst. Im Bereich der Talsperre wird der Wald mit Fichten aufgeforstet, im unteren Bereich des Debanttales kommen neben Grauerlen und Weiden auch Berg-Ulmen vor. Nördlich von Seichenbrunn liegt ein Quellmoor mit Braunseggengesellschaft. Auf den trockenen Erhebungen wächst der Bürstlingsrasen, während im Abflussbereich Eichenfarn, Sumpfdotterblume und Labkraut wachsen. Der Braunseggensumpf enthält seltene und konkurrenzschwache Arten. Südlich des Schulterbachs besteht ein Niedermoor mit Schnabelseggengesellschaft, auf den im Moor liegenden Felsen wachsen Arten der Zwergstrauchheide.
Die Vegetation im Debanttal umfasst zudem drei Waldarten. Vom Taleingang bis zum Parkplatz Seichenbrunn bestehen subalpine Silikat-Fichtenwälder. Danach schließt sich ab etwa einer Höhe von 1.700 m anthropogen geformter Lärchenwald an. Ab der Hofalm lässt sich noch Lärchen-Zirbenwald erkennen. Durch die Rodung der ertragsschwachen Wälder liegt die Waldgrenze in einer Höhe von 2.000 m. Die natürliche Waldgrenze liegt im Debanttal bei etwa 2.300 bis 2.400 m. Der Wald, der sich in bäuerlichem Besitz befindet, ist auf Grund seiner schlechten Zugänglichkeit weitgehend im naturnahen Zustand erhalten. Die Nadelwälder des Debanttals sind in vielen Bereichen Grünerlenzügen unterbrochen. Zudem sind größere Bereiche von Grünerlengebüschen an feuchten Wasserzügen sowie an Almflächen zu finden.
In der Übergangszone von Wald zu Grasland sind Zwergstrauchheiden zu finden, wobei die Alpenrosenheide auf silikatischem Gestein besonders häufig ist. Die Alpenrosen besiedeln Mulden und Einhänge mit Rohhumus-Böden und kommen in Höhen von 1.500 bis 2.300 Metern vor. Neben der Waldvegetation haben sich im Bereich nährstoffreicher, feuchtzügiger Böden, insbesondere um Almhütten und Viehtränken zudem subalpine und alpine Lägerfluren gebildet. Sie kommen in einer Höhe von 1.400 bis 2.500 Metern vor, charakteristische Pflanzen sind der Alpen-Ampfer und die Große Brennnessel. Durch die jahrhundertelange Nutzung durch den Menschen kommen im Debanttal des Weiteren verschiedene sekundäre Rasengesellschaften vor. Auf steileren Hängen sind dies vor allem Bürstling-Weiderasen, in flachen Bereichen Kammgras-Rispengras-Weiderasen. Seltener kommen auf feuchten Unterhängen Straußgras-Rasenschmielen-Weiderasen und auf höchstens einmal jährlich gemähten Steilhängen Rostseggen-Bergmähder vor. Mehrfache Düngung und Mahd lässt hingegen Rispengras-Knaulgras-Mähwiese entstehen. Im Gegensatz zu den sekundären Rasengesellschaften bilden alpine Rasengesellschaften neben den Mooren und Trockenrasen die einzige, natürliche baumfreie Vegetation. Im Debanttal löst dabei der alpine Krummseggenrasen ab einer Höhe von 2.200 bis 2.300 Metern Bürstling-Weiderasen und Zwergstrauchheiden ab.

### Fauna
Auf Grund seiner abgeschiedenen Lage und der geringen touristischen Nutzung ist das Debanttal sehr wildreich und beherbergt eines der rotwildreichsten Gebiete des Nationalparks Hohe Tauern. Neben Rothirschen, Rehen und Gämsen besteht auch eine hohe Population an Murmeltieren. Zudem besuchen Steinböcke aus Kals am Großglockner oder Heiligenblut sporadisch das Debanttal. Im Debanttal bestehen zwei Steinadlerhorste, 2014 wurden hier zwei Bartgeier ausgesiedelt. Auch Luchse kommen im Debanttal vor.

## Landwirtschaft
Die Weiden und Wiesen des Debanttales werden überwiegend von Bauern aus Nußdorf-Debant bewirtschaftet, wobei die Bauernhöfe außerhalb des eigentlichen Debanttals liegen. Der Großteil der Almflächen ist in Besitz von Agrargemeinschaften, die den Vorteil einer besseren maschinellen
Ausstattung der Almen und Einsparungen von Arbeitspersonal bieten.

## Tourismus

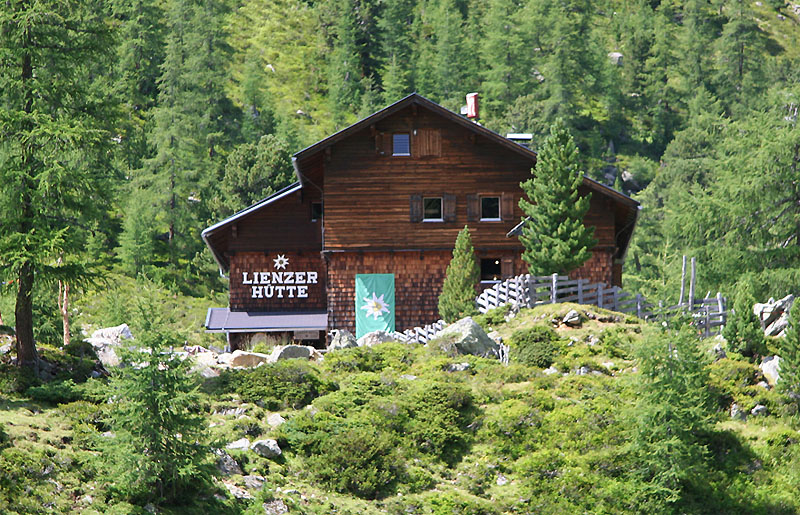
Lienzer Hütte

Das Debanttal ist touristisch wenig erschlossen und wird vor allem von Wanderern besucht. Als Zugänge dienen im Osten ausgehend von der Winklerner Hütte der Wiener Höhenweg und im Westen der am Zettersfeld beginnende Lienzer Höhenweg. Beide Wege führen zur Lienzer Hütte, der einzigen Berghütte im Debanttal. Die Lienzer Hütte ist Ausgangspunkt mehrerer Wanderwege ins benachbarte Kärnten. So führt der Elberfelder Weg über die Elberfelder Hütte ins Gössnitztal, mit der Adolf-Noßberger-Hütte und dem Gradental ist die Lienzer Hütte durch den Adolf-Noßberger-Weg verbunden. Des Weiteren führen der Ferdinand-Koza-Weg sowie der Wiener Höhenweg über die Wangenitzseehütte ins Wangenitztal. Richtung Westen führt der Franz-Keil-Weg über das Leibnitztörl zur Hochschoberhütte ins Leibnitztal. Über Schober-, Kalser- oder Glödistörl kann zudem das Kalser Lesachtal erreicht werden.
Neben Bergsteigern kann das Debanttal auch von Radfahrern bis zur Lienzer Hütte genutzt werden. Im Winter wird der westliche Talschluss von wenigen Schitouristen besucht. Der Plan, das Gebiet vom Schobergipfel bis in das Debanttal für den Schitourismus zu erschließen, wurde auf Grund der hohen Lawinengefahr fallen gelassen.